# Raset

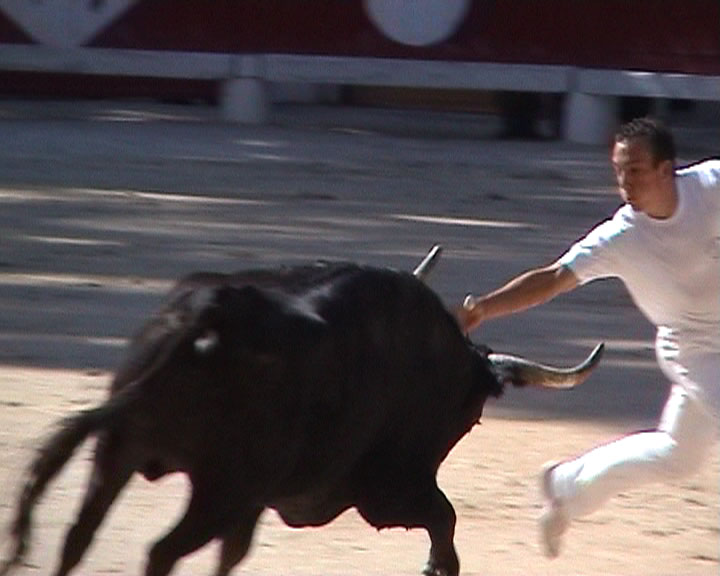
Un raset réussi.

Dans la course camarguaise, le raset est la technique employée par les raseteurs pour faire charger le cocardier et parvenir, par diverses feintes, à lui arracher les attributs primés dont la récolte est le but du jeu.

## Présentation
« Le raset est l'art de provoquer le taureau à la course en rasant les cornes pour toucher le frontal de la main avant d'esquiver prestement. »
Il existe un grand nombre de rasets qui pourraient correspondre, dans une corrida classique, à des passes. Il existe le raset de face (le plus classique et le plus apprécié), le raset de trois quarts, et le raset de dos.
Le raseteur ne disposant d'aucun autre instrument que son crochet, il déplace le taureau  avec les mouvements de son corps .
Les feintes du raseteur sont très spectaculaires et la manière dont le cocardier défend ses « biens » l'est tout autant. Un bon raset consiste à aller directement à la tête du taureau et seuls les mieux qualifiés y parviennent. On dit alors que l'animal a interdit les mauvais rasets,.
Pour les cocardiers difficiles, il existe la technique dite du « raset au pied de poule ». C'est une action à trois raseteurs de haut niveau technique : deux droitiers et un gaucher ou l'inverse. Le premier s'élance à la tête de l'animal pour distraire son attention sans essayer d'accrocher quoi que ce soit. On parle de « raset à blanc ». Après une poursuite qui mène jusqu'à la barricade (une enfermée), le deuxième raseteur cite le cocardier à l'envers, ce qui oblige l'animal à charger de nouveau. Le troisième raseteur reprend le cocardier à revers et essaye de décrocher un attribut avant de s'esquiver vers la barricade avec une feinte de corps que l'on nomme « faire le carreau. » 
À ne pas confondre avec une autre feinte considérée comme « carreau assassin »  ou raset assassin, lorsque le raseteur décrit une courbe raccourcie qui prend l'animal à contrepied lors d'un déplacement et qui est considéré comme une félonie.